# 454 Wschodni Batalion Saperów
454 Wschodni Batalion Saperów (niem. Ost-Pionier-Bataillon 454, ros. 454-й восточный саперный батальон) – oddział wojskowy Wehrmachtu złożony z Rosjan podczas II wojny światowej.
Batalion został sformowany 20 kwietnia 1943 r. na okupowanej południowej Ukrainie. Składał się z trzech kompanii. Podporządkowano go 454 Dywizji Ochronnej gen. Hellmutha Kocha, zwalczającej partyzantkę na północy ziem ukraińskich. Batalion został zniszczony na pocz. sierpnia 1944 r. w kotle w rejonie Brodów podczas ciężkich walk z Armią Czerwoną.